# Castagneto Carducci
Castagneto Carducci är en ort och kommun i provinsen Livorno i regionen Toscana i Italien. Kommunen hade 9 055 invånare (2018).